# Потоки (заказник)
Пото́ки — лісовий заказник місцевого значення в Україні. Об'єкт природно-заповідного фонду Івано-Франківської області. 
Розташований на території Надвінянського району Івано-Франківської області, на захід і південний захід від села Мирне, в урочищі «Потоки». 
Площа 153,3 га. Статус присвоєно згідно з розпорядженням облдержадміністрації від 15.07.1996 року, зміни у площі згідно з рішенням обласної ради від 14.09.2004 року № 445-12/2004. Перебуває у віданні ДП «Надвірнянський держлісгосп» (Надвірнянське л-во, кв. 2, вид. 1—23, кв. 3, вид. 1—13, кв. 5, вид. 1—6, кв. 6, вид. 4, 6—8, 10, 10—16). 
Статус присвоєно для збереження частини лісового масиву на лівобережжі Бистриці Надвірнянської, у передгір'ї масиву Ґорґани. Переважають насадження листяних порід.